# Unleashed (álbum de Skillet)
Unleashed es el noveno álbum de estudio de la banda de rock Skillet, el cual fue lanzado el 5 de agosto del 2016. La banda colaboró con 
Brian Howes, Kevin Churko, Neal Avron Seth Mosley y TobyMac en la producción de este disco.

## Lista de canciones
| N.º | Título                   | Escritor(es)                                         | Duración |  |
| 1.  | «"Feel Invincible"»      | John Cooper, Seth Mosley                             | 3:49     |  |
| 2.  | «"Back From the Dead"»   | John Cooper, Korey Cooper                            | 3:33     |  |
| 3.  | «"Stars"»                | John Cooper, Korey Cooper, Jason Ingram, Seth Mosley | 3:47     |  |
| 4.  | «"I Want to Live"»       | John Cooper, Korey Cooper                            | 3:28     |  |
| 5.  | «"Undefeated"»           | John Cooper, Kane Churko, Kevin Churko               | 3:35     |  |
| 6.  | «"Famous"»               | John Cooper, Seth Mosley, Sam Tinnesz                | 3:18     |  |
| 7.  | «"Lions"»                | John Cooper, Korey Cooper, Mia Fieldes, Seth Mosley  | 3:24     |  |
| 8.  | «"Out of Hell"»          | John Cooper, Kane Churko, Kevin Churko               | 3:34     |  |
| 9.  | «"Burn It Down"»         | John Cooper, Korey Cooper, Seth Mosley               | 3:16     |  |
| 10. | «"Watching for Comets»   | John Cooper, Korey Cooper                            | 3:29     |  |
| 11. | «"Saviors of the World"» | John Cooper, Korey Cooper                            | 3:46     |  |
| 12. | «"The Resistance"»       | John Cooper, Korey Cooper, Seth Mosley               | 3:52     |  |

| Unleashed Beyond |                                         |              |          |  |
| N.º              | Título                                  | Escritor(es) | Duración |  |
| 13.              | «Breaking Free» (featuring Lacey Sturm) |              | 3:54     |  |
| 14.              | «Stay Till the Daylight»                |              | 3:46     |  |
| 15.              | «Brave»                                 |              | 3:47     |  |
| 16.              | «You Get Me High»                       |              | 3:18     |  |
| 17.              | «Set It Off»                            |              | 3:50     |  |
| 18.              | «Feel Invincible» (Death Tiger Remix)   |              | 3:42     |  |
| 19.              | «The Resistance» (SOLI REMIX)           |              | 3:51     |  |
| 20.              | «Stars» (The Shack version)             |              | 3:59     |  |

- Datos: Q24436654